# Demarchie
Demarchie (také lottokracie, stochokracie) je forma participativního řízení státu, který je ovládán osobami vybranými pomocí losu. Jde o náhodný výběr jedinců do rad, kterým jsou svěřeny rozhodovací pravomoci. Smyslem této politické teorie je překonání systémových problémů jiných druhů vlády v zastupitelské demokracii – mj. má omezit vliv zájmových a lobbistických skupin na kariérní politiky a s tím související korupci. Výhodou demarchie má být zvýšená účast veřejnosti na politickém dění. 
Za ideového otce konceptu demarchie je považován John Burnheim. Ten v knize „Je demokracie možná?“ z roku 1985 argumentuje, že politický systém založený na volbách je hlavní překážkou pro vytvoření skutečné demokracie.

## Demarchie v praxi
Tento typ výběru zástupců veřejnosti pro správní funkce má hlubokou tradici – např. Athénská demokracie byla při obsazování funkcí zcela závislá právě na volbě losem. Dnes je běžné uplatnění tohoto přístupu k dělbě rozhodovacích pravomocí v politických poměrech USA – např. každý občan Spojených států amerických může být vylosován do soudní poroty.
Občanské shromáždění je politický nástroj s demarchistickými rysy. 

## Demarchie v teorii
Podle Burnheima není možné občany nutit, aby se účastnili politického procesu. Proto by měli být do různých skupin zabývajících se řízením, správou nebo kontrolou různých oblastí života komunity jen ti, kteří se dobrovolně přihlásí. Losovanými členy by měli být ti, kteří mají k problematice nějaký vztah. Mandát těchto "radních" by byl časově omezený. 
Rady by neměly rozhodovat o vnitřních pravidlech hry, ale měly by řešit jen odbornou problematiku v konkrétní oblasti. Proto by nad těmito radami prvního sledu měly být ještě nadřazené rady druhého sledu. Ty by vytvářely procedury, podle kterých budou fungovat rady prvního sledu a zároveň by sloužily jako soud. Druhosledoví radní by byli vybíráni z řad členů prvního sledu, přičemž jejich členové by byli buď delegováni nebo opět losováni. 
Koncept důsledné utopické demarchie předpokládá, že v takovém systému není prostor ani pro byrokracii, ani pro stát. Důslední demarchisté tvrdí, že by občané rozhodnutí rad respektovali dobrovolně, protože by systém měl vysokou míru legitimity. Někteří teoretici se domnívají, že kapitalistický ani socialistický systém není slučitelný s úplnou demarchií, protože oba tyto systémy spoléhají na byrokracii. 
Realističtí demarchisté doporučují použití prvků demarchie v současném systému. Ernest Callenbach a Michael Phillips navrhují, aby náhodnou volbou byla obsazovaná dolní komora amerického Kongresu. Používání losu při obsazování politických funkcí navrhují Robert Dahl nebo prognostik Alvin Toffler. 
V hospodářství se demarchií inspirovali Paul Cockshott a Allin Cottrell v teoretické knize „Za novým socialismem“. Ti doporučují, aby v budoucnu o významných otázkách rozhodovali všichni občané na virtuálních shromážděních pomocí informačních technologií (tzv. kybersocialismus). Každodenní provozní otázky by řešily rady obsazované losem.